# Stanisław Mazurkiewicz (wojskowy)

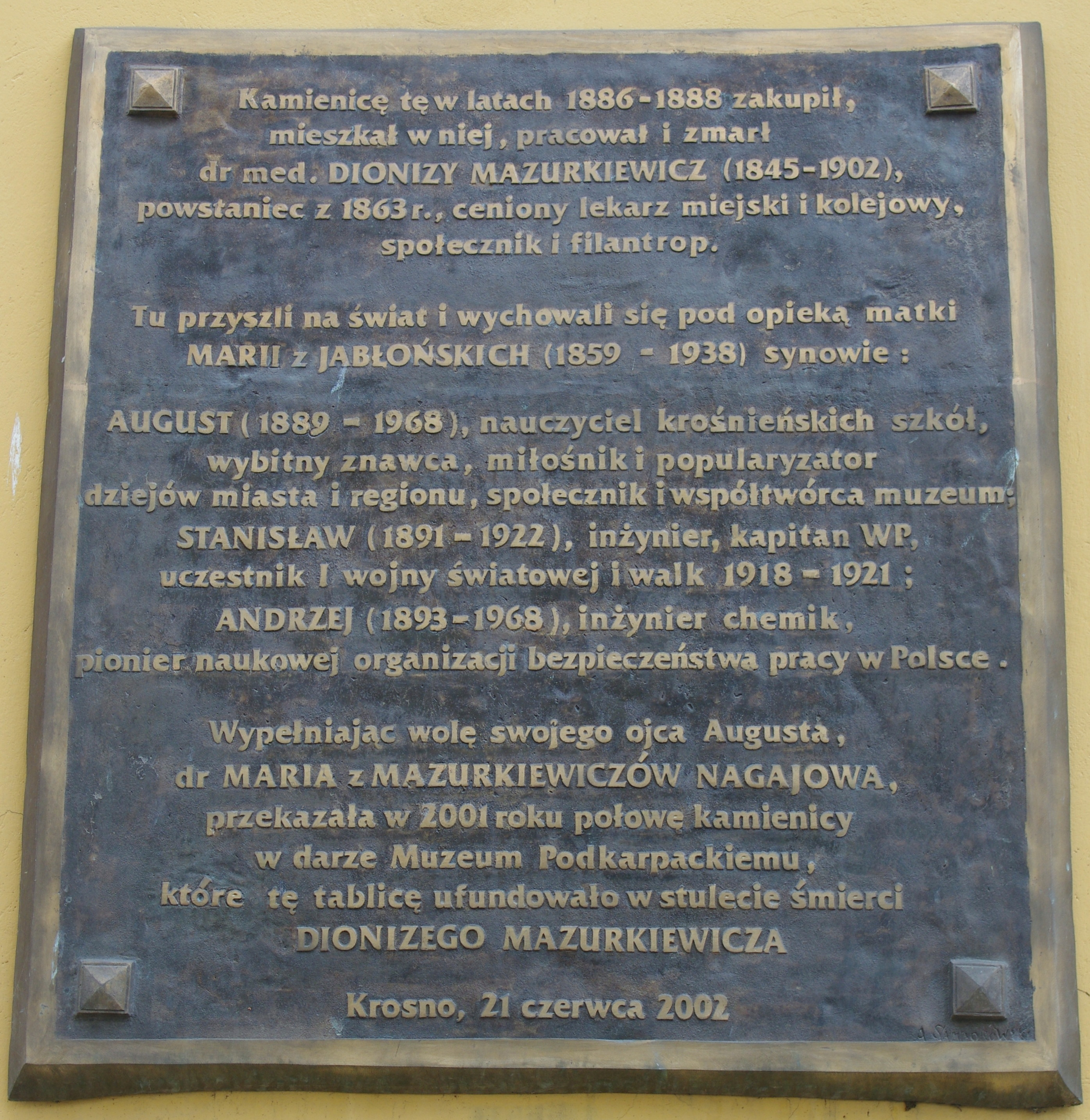
Tablica upamiętniająca Andrzeja, Augusta, Dionizego i Stanisława Mazurkiewiczów na budynku przy ul. Jana Szczepanika 2 w Krośnie, gdzie mieszkał i pracował Dionizy Mazurkiewicz i przyszli na świat oraz wychowali się jego synowie

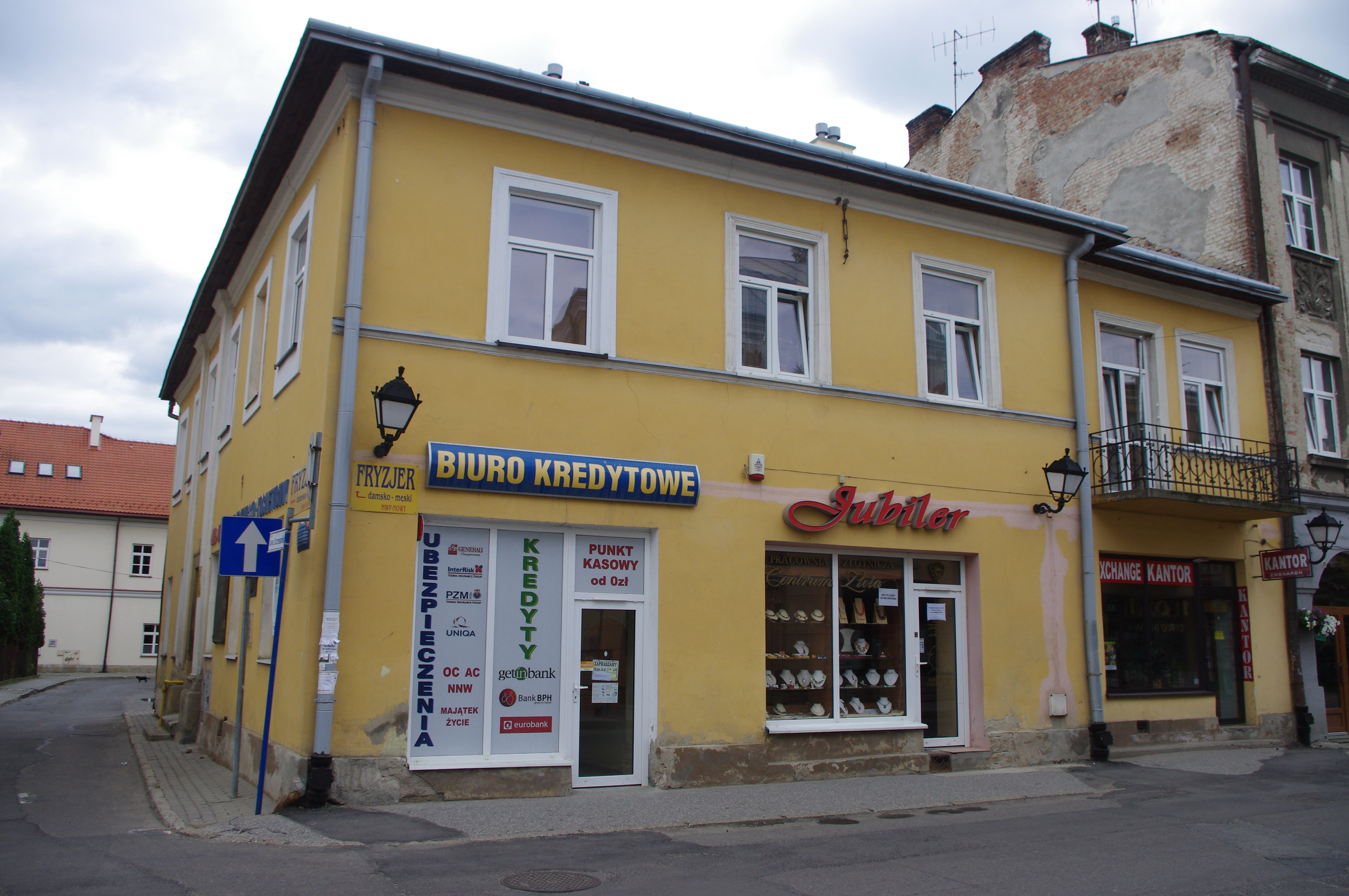
Kamienica przy ul. Jana Szczepanika 2 w Krośnie, gdzie mieszkał i pracował Dionizy Mazurkiewicz i przyszli na świat oraz wychowali się jego synowie: Andrzej, August i Stanisław

Stanisław Mazurkiewicz (ur. 15 kwietnia 1891 w Krośnie, zm. 1922) – kapitan łączności Wojska Polskiego.

## Życiorys
Urodził się w rodzinie Dionizego, powstańca styczniowego, i Marii Jabłońskiej. Jego braćmi byli Andrzej i August. Do szkół uczęszczał w Krośnie.
Po studiach w Wyższej Szkole Technicznej w Wiedniu (którą ukończył też jego dowódca, gen. Jan Romer z Nowego Sącza) został inżynierem. W czasie I wojny światowej walczył w szeregach austro-węgierskiego Batalionu Strzelców Polnych Nr 11. Na stopień podporucznika został mianowany ze starszeństwem z 1 stycznia 1916 w korpusie oficerów rezerwy piechoty.
Brał udział w wojnie polsko-bolszewickiej, jako szef łączności 3 Dywizji Piechoty Legionów. 9 września 1920 został zatwierdzony z dniem 1 kwietnia 1920 w stopniu kapitana, w Korpusie Wojsk Łączności, w grupie oficerów byłej armii austriacko-węgierskiej. W tym czasie jego oddziałem macierzystym była Kompania Zapasowa Telegraficzna Nr 6. 1 czerwca 1921 roku pełnił służbę w Dowództwie Okręgu Generalnego Lublin, a jego oddziałem macierzystym był 1 Batalion Zapasowy Telegraficzny. Zmarł w 1922 roku. Został pochowany na Starym Cmentarzu w Krośnie.

## Ordery i odznaczenia
- Signum Laudis Srebrny Medal Zasługi Wojskowej z mieczami na wstążce Krzyża Zasługi Wojskowej[5]
- Signum Laudis Brązowy Medal Zasługi Wojskowej z mieczami na wstążce Krzyża Zasługi Wojskowej[5]
- Krzyż Wojskowy Karola[5]